# Rhyothemis phyllis
Rhyothemis phyllis là loài chuồn chuồn trong họ Libellulidae. Loài này được Sulzer mô tả khoa học đầu tiên năm 1776.

## Hình ảnh

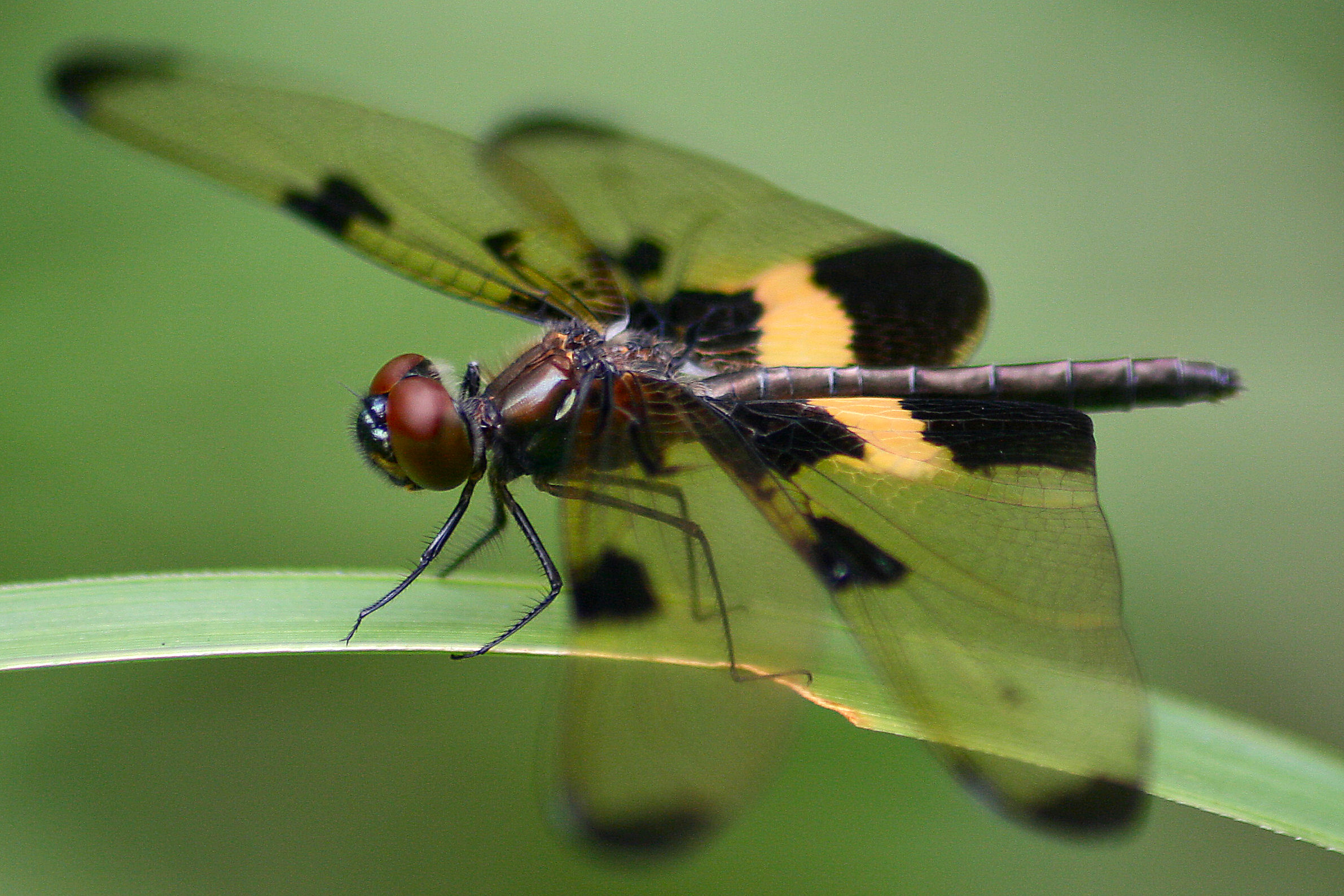
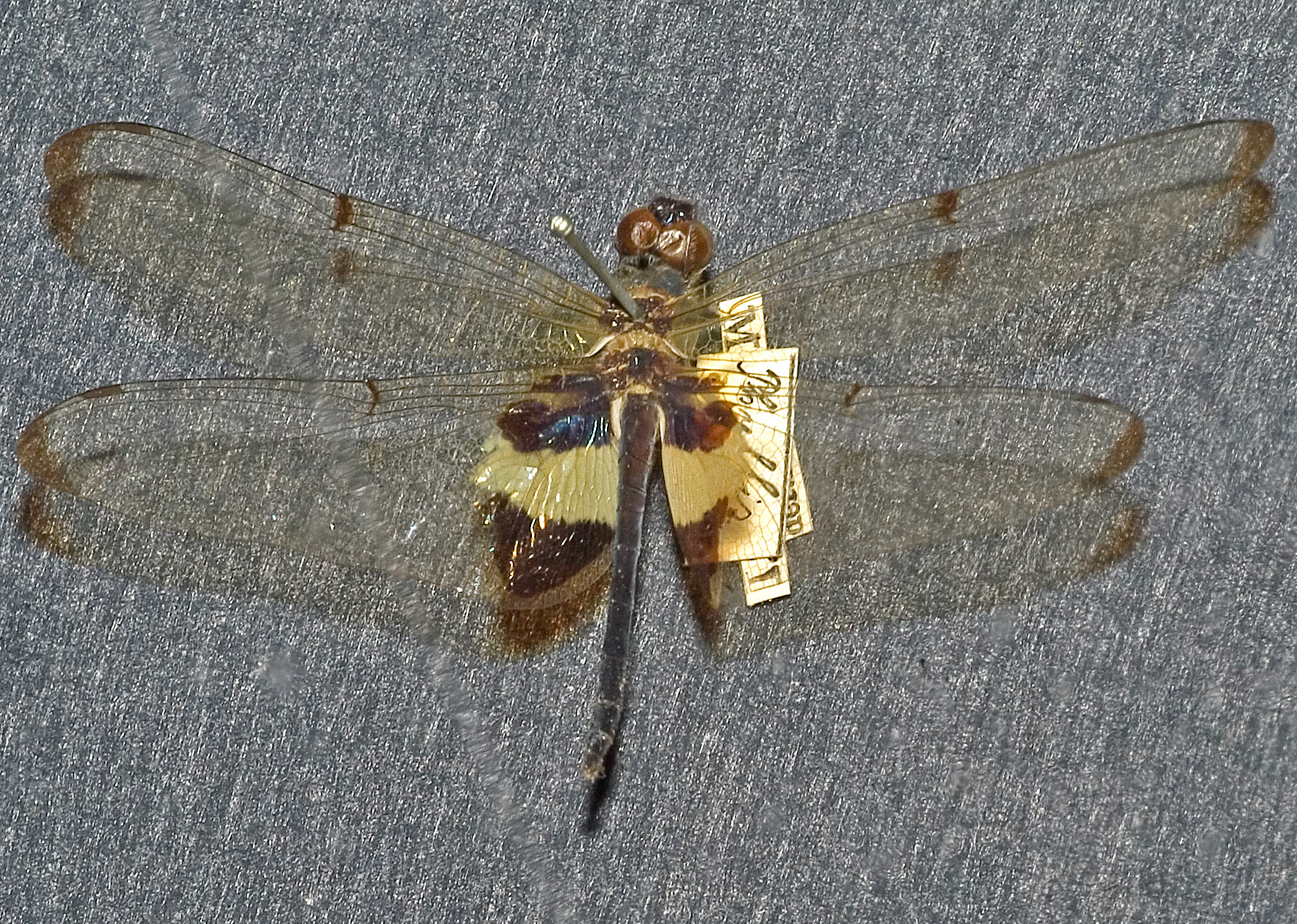
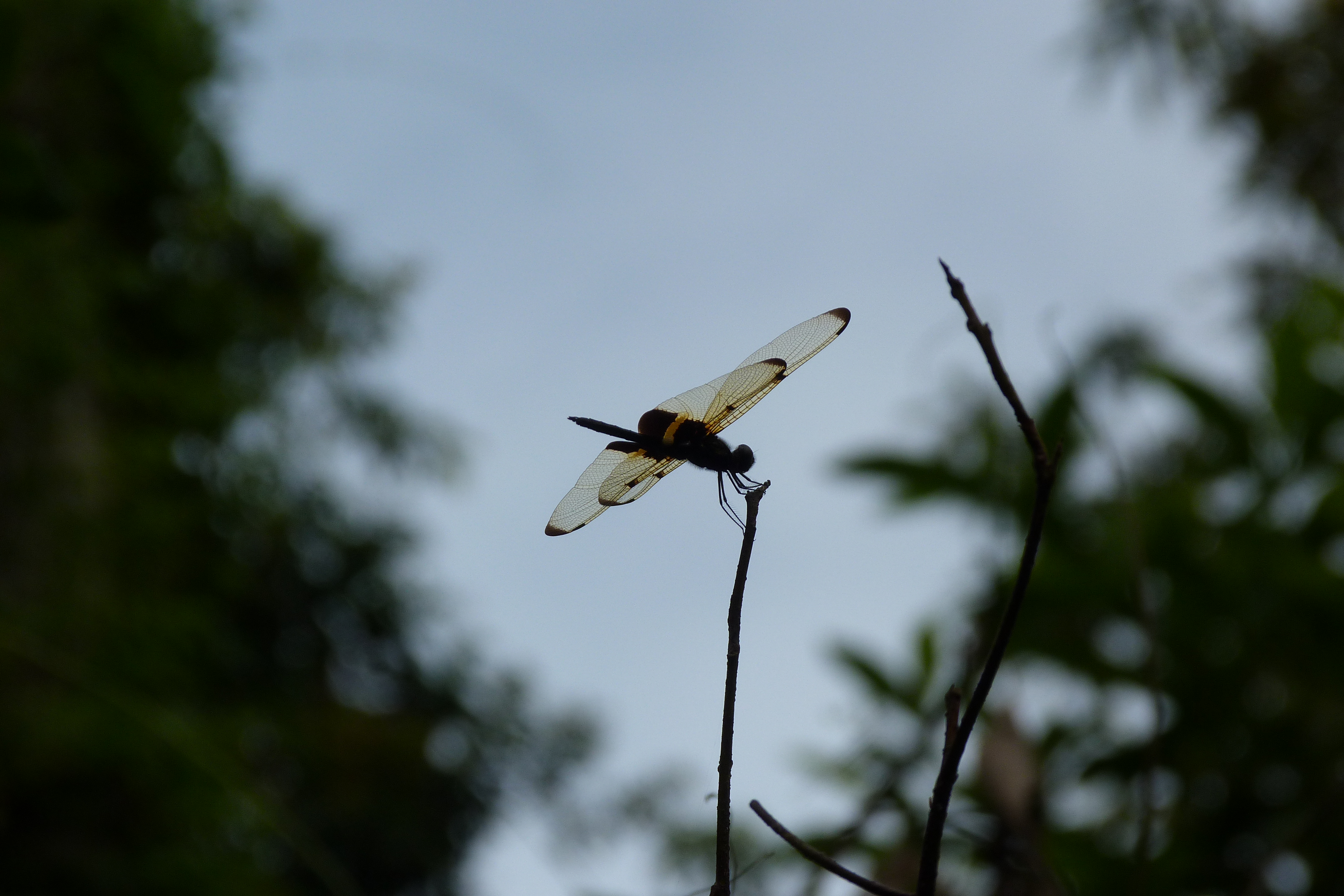